# Тектонічна долина
Тектоні́чна доли́на — ерозійна долина, утворення якої зумовлене деформацією або структурою земної кори; долина, яка пристосувалася до тектонічних структур: 
- А. Активно використовує тектонічну структуру:              
  - 1) долина — грабен (напр. р. Рейна);
  - 2) долина — синкліналь покриву (напр. р. Вахш);
  - 3) долина — синкліналь основи (напр. р. Нарин на Тянь-Шані);
  - 4) долина — прогин (р. Лена);
  - 5) скидова долина.

- Б. Долина тріщинна (інтрузивних масивів, напр. Хібін): 
  - 6) інверсійна долина;
  - 7) антиклінальна долина;
  - 8) горстова долина;
  - 9) моноклінальна долина.